# Heliofungia
Heliofungia Wells, 1966 è un genere di madrepore appartenente alla famiglia Fungiidae.

## Tassonomia
Il genere comprende le seguenti specie:
- Heliofungia actiniformis (Quoy & Gaimard, 1833)
- Heliofungia fralinae (Nemenzo, 1955)